# Sandy Williams
Sandy Williams (Summerville, 1906. október 24. – New York, 1991. március 25.) amerikai harsonás, zenekarvezető. Leginkább arról ismert, hogy kora első számú big bandjében játszott − Chick Webb zenekarában. Williams Ella Fitzgeralddal is sok lemezt vett fel.

## Pályakép
Egy prédikátor fiaként a dél-karolinai Summerville-ben született. A tizenhárom tagú család hamarosan Washingtonba költözött, amikor Williams még nagyon fiatal volt, azonban a testvérek hat hónap különbséggel elvesztették szüleiket, így egy delaware-i árvaházban helyezték el őket. Ott Sandy Williams csatlakozott az iskolai zenekarhoz, de kérése ellenére eleinte tubán, és nem harsonán kellett játszania.
A gimnáziumban magánórákra kezdett járni, és időnként tanára fiaival játszott. Aztán több zenekarral is szerepelt.
Fletcher Henderson iránti csodálata erősen befolyásolta Williams zenéjét. Atlantic Cityben Claude Hopkinsszal játszott, majd 1929-ben csatlakozott Horace Hendersonhoz. Aztán Fletcher Henderson harsonása lett, de kirúgták, miután petárdát gyújtott a színpadon.
Williams 1933-tól -40-ig a Chick Webb zenekar játékosa lett, ahol később a fiatal Ella Fitzgeralddal dolgozott. Az „A Tisket, a Tasket” című film, benne Fitzgerald dala előadása őt is sztárrá tette.
Ezután más zenekarokkal dolgozott együtt, köztük Cootie William]szel (1942-43), akivel ismét Fitzgerald mellett készített felvételeket. Zenésztársai között szerepelt Sidney Bechet, Duke Ellington, Art Hodes és Roy Eldridge. Az 1940-es évek elején Williams Lucky Millinder, Cootie Williams, Mezz Mezzrow, Pete Brown és Wild Bill Davison együtteseiben dolgozott. 1943-ban rövid ideig a Duke Ellington Orchestra tagja volt. Utána többek között játszott Hot Lips Page, Don Redman és Roy Eldridge társaságában. 1946-49 között európai turnén vett részt Rex Stewarttal és zenekarával.
1943-ban Williams már alkoholizmusától szenvedett, és annak ellenére, hogy megpróbálta abbahagyni, továbbra is gyakran ivott számos zenésszel. 1950-ben már súlyos egészségkárosodást szenvedett, ami miatt visszavonult a zenéléstől. Bár megpróbált visszatérni, de aztán fogai állapota miatt ami teljesen abba kellett hagynia a játékot.
1991. március 25-én halt meg New Yorkban.

## Lemezek

### Ella Fitzgerald
- Something To Live
- Swingstation
- A Tisket, a Tasket

### Rex Stewart
- Ellingtonia
- Rex Stewart And His Orchestra
- I'm The Luckiest Fool

### Sidney Bechet
- Sidney Bechet and His New Orleans Feetwarmers

## Fordítás
Ez a szócikk részben vagy egészben  a   Sandy Williams című angol Wikipédia-szócikk ezen változatának fordításán alapul.  Az eredeti cikk szerkesztőit annak laptörténete sorolja fel. Ez a jelzés csupán a megfogalmazás eredetét és a szerzői jogokat jelzi, nem szolgál a cikkben szereplő információk forrásmegjelöléseként.